# لعبة جمع بطاقات
لعبة جمع البطاقات أو لعبة بطاقات قابلة للتجميع (سي سي جي ) وتسمى أيضًا لعبة بطاقات التداول ( تي سي جي ) من بين أسماء أخرى هي نوع من ألعاب البطاقات التي تمزج بين عناصر بناء المجموعة الاستراتيجية وميزات بطاقات التداول. قدمت هذا النوع مع ماجيك: التجمع في عام 1993.
البطاقات في ألعاب القمار القابلة للتداول هي مجموعات مصممة خصيصًا من بطاقات اللعب. تمثل كل بطاقة عنصرًا من عناصر موضوع اللعبة وقواعدها ويمكن تصنيف كل منها ضمن فئات مثل المخلوقات والتحسينات والأحداث والموارد والمواقع. تشترك جميع البطاقات في ألعاب القمار القابلة للتداول عادةً في نفس التصميم الفني الشائع على ظهرها بينما يحتوي الوجه الأمامي على مزيج من الأعمال الفنية أو الصور الخاصة لتزيين البطاقة مع تعليمات اللعبة ونص النكهة. عادةً ما تكون ألعاب القمار القابلة للتداول ذات طابع خيالي أو علمي وقد تضمنت أيضًا موضوعات رعب ورسوم متحركة ورياضة وقد تتضمن حقوق ملكية فكرية مرخصة.
بوجه عام يبدأ اللاعب بلعب ألعاب سي سي جي بمجموعة أوراق لعب جاهزة ثم يقوم لاحقًا بتخصيص مجموعته باستخدام بطاقات يحصل عليها من حزم معززة شبه عشوائية أو يتاجر بها مع لاعبين آخرين. عندما يحصل اللاعب على المزيد من البطاقات يمكنه إنشاء مجموعات جديدة من الصفر باستخدام البطاقات الموجودة في مجموعته. يختار اللاعبون البطاقات التي سيضيفونها إلى مجموعاتهم بناءً على استراتيجية معينة مع البقاء ضمن حدود مجموعة القواعد. تُلعب الألعاب عادةً بين لاعبين مع أن شيوع تنسيقات تعدد اللاعبين أيضًا. تعتمد طريقة اللعب في ألعاب سي سي جي عادةً على الأدوار حيث يبدأ كل لاعب بمجموعة أوراق لعب مختلطة ثم يسحب ويلعب البطاقات بدوره لتحقيق شرط الفوز قبل خصمه غالبًا عن طريق تسجيل النقاط أو تقليل نقاط حياة خصمه. يمكن استخدام النرد أو العدادات أو أكمام البطاقات أو حصائر اللعب لتكملة طريقة اللعب. يتنافس اللاعبون على جوائز في البطولات.
تُستخدم مجموعات التوسعة لتوسيع ألعاب التغليف القابلة للتحصيل مقدمةً استراتيجيات لعب جديدة وقصصًا سردية من خلال بطاقات جديدة في مجموعات البدء وحزم التعزيز مما قد يؤدي أيضًا إلى تطوير مجموعات ذات طابع خاص. عادةً ما تحتوي ألعاب التغليف القابلة للتحصيل الناجحة على آلاف البطاقات الفريدة من خلال توسعات متعددة. أُطلقت لعبة ماجيك: التجمع في البداية بـ 300 بطاقة فريدة وتضم حاليًا أكثر من 22,000 بطاقة اعتبارًا من مارس 2020.
تم تطوير أول لعبةسي سي جي ماجيك: التجمع بواسطة ريتشارد جارفيلد ونشرتها شركة سحرة الساحل في عام 1993 وبيعت نسخها الأولية بسرعة في ذلك العام. وبحلول نهاية عام 1994 باعت ماجيك: التجمع أكثر من مليار بطاقة وخلال فترة شعبيتها بين عامي 2008 و2016 باعت أكثر من 20 مليار بطاقة. دفع النجاح المبكر ماجيك: التجمع ناشري الألعاب الآخرين إلى اتباع نفس النهج مع ألعاب سي سي جي الخاصة بهم في السنوات التالية. تشمل ألعاب سي سي جي الناجحة الأخرى لعبة مبارزة الوحوش يو غي يو والتي يُقدر أنها باعت حوالي 35 مليار بطاقة اعتبارًا من يناير 2021 وبوكيمون التي باعت أكثر من 75 مليار بطاقة اعتبارًا من مارس 2025 ظهرت ألعاب بطاقات قابلة للتنزيل أخرى ثم اختفت بما في ذلك أسطورة الخواتم الخمس وحرب النجوم وسيد الخواتم ومصاص الدماء: الصراع الأبدي وعالم ووركرافت . أُنتجت العديد من ألعاب البطاقات القابلة للتنزيل الأخرى لكنها لم تحقق نجاحًا تجاريًا يُذكر.
في الآونة الأخيرة، اكتسبت ألعاب البطاقات الرقمية القابلة للتحصيل (دي سي سي جيز) شعبية كبيرة مدفوعة بنجاح الإصدارات عبر الإنترنت من ألعاب البطاقات القابلة للتحصيل مثل ماجيك: ذا جاذرينج أونلاين وألعاب البطاقات القابلة للتحصيل الرقمية بالكامل مثل هيت ستون. أثرت ألعاب البطاقات القابلة للتحصيل بشكل أكبر على أنواع ألعاب البطاقات الأخرى بما في ذلك ألعاب بناء المجموعة مثل دومينيون و" ألعاب البطاقات الحية " التي طورتها العاب طيران خيالية.

## الصفات
تُعرَّف لعبة البطاقات القابلة للتحصيل (CCG) عمومًا بأنها لعبة يجمع فيها اللاعبون بطاقاتٍ في مجموعة شخصية ثم يُنشئون منها مجموعات بطاقات مُخصصة ويتحدون لاعبين آخرين في مباريات. يبدأ اللاعبون عادةً بشراء مجموعة بطاقات بداية جاهزة للعب ولكن يُمكن الحصول على بطاقات إضافية من حزم مُعززة عشوائية أو بالتداول مع لاعبين آخرين. الهدف من معظم ألعاب البطاقات القابلة للتحصيل هو التغلب على الخصم من خلال تصميم مجموعات بطاقات مُخصصة تُناسب مجموعات البطاقات المُتكاملة. تُحاول المجموعات المُحسّنة مُراعاة العشوائية الناتجة عن خلط المجموعة الأولي بالإضافة إلى تصرفات الخصم باستخدام بطاقات مُتكاملة ويُفضل أن تكون فعّالة.
يختلف التعريف الدقيق لألعاب الورق القابلة للتحصيل حيث تُسوّق العديد من الألعاب تحت مسمى "ألعاب الورق القابلة للتحصيل". يشترط التعريف الأساسي أن تُشبه اللعبة بطاقات التداول في الشكل والوظيفة وأن تُنتج بكميات كبيرة للتداول و/أو التحصيل وأن تتضمن قواعد لعب استراتيجية. ويُعدّ تعريف ألعاب الورق القابلة للتحصيل أكثر دقة حيث يُعرّفها بأنها لعبة ورق يستخدم فيها اللاعب مجموعته الخاصة من البطاقات وتُباع البطاقات بشكل رئيسي في مجموعات عشوائية. إذا كان من الممكن الحصول على كل بطاقة في اللعبة بعدد قليل من المشتريات أو إذا لم تُسوّقها الشركة المصنعة على أنها لعبة ورق قابلة للتحصيل فهي ليست لعبة ورق قابلة للتحصيل.
يمكن تصنيف ألعاب القمار القابلة للتحصيل أيضًا على أنها ألعاب حية أو ميتة. الألعاب الميتة هي تلك الألعاب التي لم تعد مدعومة من قِبل مُصنِّعيها وتوقفت عن إصدار توسعاتها. أما الألعاب الحية فهي تلك الألعاب التي لا تزال تُصدر من قِبل مُصنِّعيها. عادةً يعني هذا إنشاء توسعات جديدة للعبة وإقامة بطولات رسمية لها بشكل أو بآخر.:17–18 

### آليات اللعب

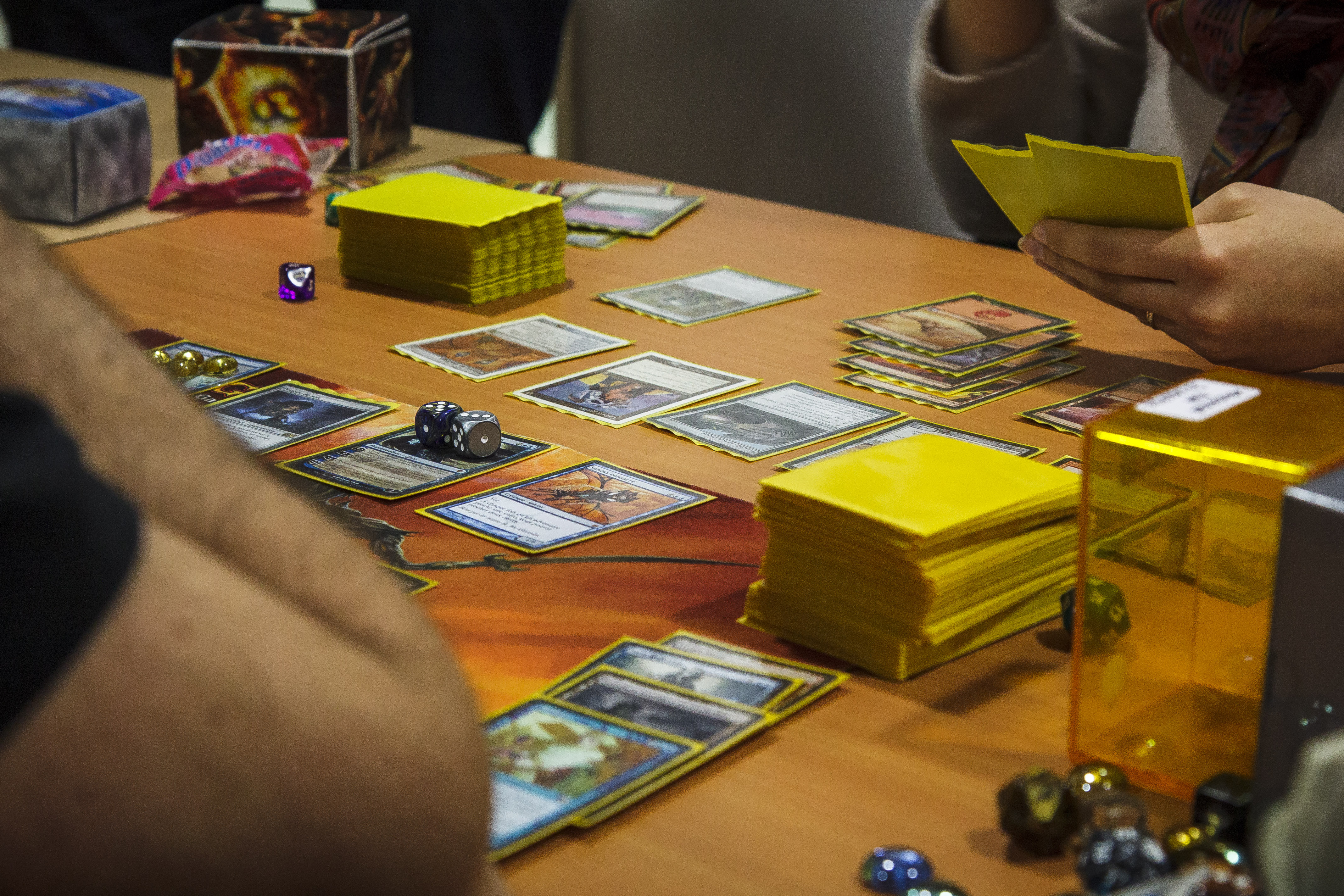
اللاعبون منخرطون في لعبة ماجيك: ذا غاثرينغ باستخدام بطاقات ذات أكمام

لكل لعبة مجموعة قواعد أساسية تصف أهداف اللاعبين وفئات البطاقات المستخدمة فيها والقواعد الأساسية التي تتفاعل بها. تحتوي كل بطاقة على نص إضافي يشرح تأثيرها على اللعبة. تستخدم العديد من الألعاب كلمات مفتاحية لتبسيط نص البطاقة حيث تشير هذه الكلمات إلى قواعد اللعب الشائعة. على سبيل المثال تحتوي لعبة ماجيك: ذا غاثرينغ على حوالي 25 كلمة مفتاحية شائعة مثل "الطيران" مما يعني أنه لا يمكن صد المخلوق إلا بواسطة مخلوقات أخرى قادرة على الطيران. كما تمثل كل بطاقة بوجه عام عنصرًا محددًا مشتقًا من نوع اللعبة أو بيئتها أو مصدرها. تُصوَّر البطاقات وتُسمى باسم هذه العناصر وقد ترتبط وظيفة البطاقة بالموضوع. على سبيل المثال، تستند لعبة ماجيك: ذا غاثرينغ إلى نوع الخيال لذا تُمثل العديد من البطاقات مخلوقات وتعاويذ سحرية من ذلك المصدر. في اللعبة يُصوَّر تنين كوحش زاحف يتمتع بإحصائيات أعلى من المخلوقات الأصغر ويحمل كلمة "الطيران" المذكورة آنفًا. غالبًا ما يتم استخدام النص المميز على البطاقات لتوفير سرد للألعاب التي تعتمد على القصة أو في بعض الأحيان كإضافات فكاهية.
صُممت معظم الألعاب بناءً على نظام موارد يُتحكم فيه بوتيرة كل لعبة. غالبًا ما تُعتبر البطاقات التي تُشكل مجموعة أوراق اللاعب موردًا ويُحكم التحكم بدقة في وتيرة انتقال البطاقات من المجموعة إلى منطقة اللعب أو يد اللاعب. غالبًا ما تُوازن قوة البطاقات النسبية بعدد أو نوع الموارد اللازمة للعب وقد يتحدد وتيرة اللعب بعد ذلك بتدفق البطاقات الداخلة والخارجة من اللعب. قد تكون الموارد بطاقات محددة بحد ذاتها أو مُمثلة بوسائل أخرى (مثل الرموز في مجموعات الموارد المختلفة أو الرموز على البطاقات إلخ).
على عكس ألعاب الورق التقليدية مثل البوكر أو الثمانية المجنونة التي يكون فيها محتوى المجموعة محدودًا ومحددًا مسبقًا يختار اللاعبون البطاقات التي ستشكل مجموعتهم من أي بطاقات متاحة مطبوعة للعبة. يسمح هذا للاعب بتخصيص مجموعته بشكل استراتيجي للاستفادة من تفاعلات البطاقات والمجموعات والإحصائيات المواتية. تختلف أحجام المجموعة من سي سي جي إلى سي سي جي حيث يجب أن تكون كبيرة بما يكفي للتنوع في طريقة اللعب بينما تكون صغيرة بما يكفي بحيث يمكن خلط المجموعات. تتراوح أحجام المجموعة النموذجية من 30 بطاقة (كما هو مستخدم على سبيل المثال في هيرث ستون هيروس أوف ووركرافت) إلى 100 بطاقة (كما هو الحال في تنسيق قائد في ماجيك: ذا جذرنج ). تحدد العديد من ألعاب سي سي جي عدد نسخ بطاقة معينة التي يمكن تضمينها في المجموعة تجبر هذه الحدود اللاعبين على التفكير بشكل إبداعي عند اختيار البطاقات وتحديد استراتيجية اللعب.
تنقسم البطاقات إلى عدة فئات رئيسية. تشمل الفئات الشائعة بالإضافة إلى بطاقات الموارد المذكورة آنفًا المخلوقات التي تُستدعى للمعركة وتهاجم اللاعب الخصم وتصد هجمات مخلوقاته والتعاويذ التي تُعزز أو تُضعف سمات وقدرات هذه المخلوقات والأحداث مثل التعاويذ السحرية التي قد يكون لها حل فوري أو مستمر لبطاقة واحدة أو أكثر قيد اللعب وبطاقات المواقع أو القصص التي تعرض ظروفًا محددة تؤثر على جميع الأحداث.
عادةً ما تكون كل مباراة فردية ولكن العديد من الألعاب توفر خيارات للاعبين أكثر. عادةً ما يكون هدف المباراة هو لعب بطاقات تقلل من إجمالي نقاط حياة الخصم إلى الصفر قبل أن يتمكن الخصم من فعل الشيء نفسه. تنص بعض الألعاب على إنهاء المباراة إذا لم يعد لدى اللاعب المزيد من البطاقات لسحبها في مجموعته. بعد تحديد اللاعب الذي يبدأ أولاً عن طريق رمي العملة أو أي وسيلة أخرى يبدأ اللاعبون بخلط مجموعاتهم وسحب يد أولية. تسمح العديد من الألعاب للاعب بأخذ بطاقة إضافية إذا كان يعتقد أن يده الأولية ليست جيدة. ثم يتناوب اللاعبون. مع أن شكل الدور يختلف باختلاف اللعبة إلا أنه عادةً ما يتم تقسيمه إلى مراحل مميزة ويعاد تعيين جميع مواردهم بحيث يمكن استخدامها في ذلك الدور. يسحب اللاعبون بطاقة ويلعبون أي عدد من البطاقات عن طريق السحب من الموارد المتاحة ويقومون بهجوم واحد أو أكثر على خصمهم. إذا لزم الأمر قد تكون هناك خطوة تنظيف بما في ذلك التخلص من البطاقات للوصول إلى الحد الأقصى لحجم اليد.

## توزيع
غالبًا ما تنتج بطاقات الألعاب المحددة بدرجات متفاوتة من الندرة وعادةً ما يشار إليها باسم ثابتة (أف) وشائعة (سي) وغير شائعة (يو) ونادرة (أر). تستخدم بعض الألعاب تسميات بديلة أو إضافية لمستويات الندرة النسبية مثل بطاقات نادرة فائقة أو فائقة أو أسطورية أو حصرية. قد تتوفر البطاقات الخاصة أيضًا فقط من خلال العروض الترويجية أو الأحداث أو شراء المواد ذات الصلة أو برامج الاسترداد. تستعير فكرة الندرة إلى حد ما من أنواع أخرى من البطاقات القابلة للتحصيل مثل بطاقات البيسبول ولكن في ألعاب تجميع البطاقات يشير مستوى الندرة أيضًا إلى أهمية تأثير البطاقة في اللعبة أي كلما زادت قوة البطاقة من حيث اللعبة زادت ندرتها. قد تزداد ندرتها في عمليات إعادة الطباعة اللاحقة للبطاقة القوية التي قلل مصممو اللعبة من تأثيرها. قد تزال هذه البطاقة بالكامل من الإصدار التالي للحد من توفرها وتأثيرها على طريقة اللعب.

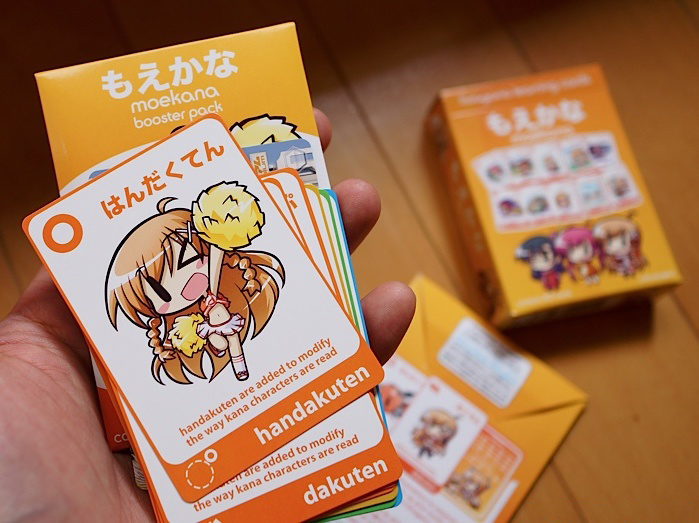
مجموعة تعزيز من الورق المقوى للعبة البطاقات التعليمية مويكانا تحتوي على تسع بطاقات إضافية

تُوزّع معظم ألعاب الورق القابلة للتحصيل كحزم مغلقة تحتوي على مجموعة فرعية من البطاقات المتاحة تمامًا مثل بطاقات التداول. طرق التوزيع الأكثر شيوعًا هي :
- حزم التعزيز - طريقة التوزيع الأكثر شيوعًا. عادةً ما تحتوي حزم التعزيز لألعاب البطاقات المجمعة على 8 إلى 15 بطاقة مُعبأة عشوائيًا مع تحديد عدد البطاقات ذات الندرة المحددة.[7]
- مجموعة أوراق البداية - مجموعة أوراق تمهيدية تحتوي على عدد كافٍ من البطاقات للاعب واحد. قد تحتوي على مجموعة عشوائية أو مُحددة مسبقًا من البطاقات.
- مجموعة البداية - منتج تمهيدي يحتوي على بطاقات كافية للاعبين. عادةً ما يكون اختيار البطاقات مُحددًا مسبقًا وغير عشوائي.
- مجموعة البطاقات الموضوعية أو مجموعة البطولات - صُممت معظم ألعاب البطاقات القابلة للتداول (سي سي جيز) بفصائل أو مواضيع أو استراتيجيات متعارضة. تتكون مجموعة البطاقات الموضوعية من بطاقات محددة مسبقًا تتوافق مع هذه المواضيع.

نظرًا لندرة توزيع البطاقات تمتلك العديد من ألعاب القمار القابلة للتداول (سي سي جيز) الشهيرة سوقًا ثانويًا حيث يشتري اللاعبون البطاقات ويبيعونها بناءً على قيمتها المُدركة. تُجرى العديد من عمليات الشراء للحصول على بطاقات نادرة للمساعدة في بناء مجموعات تنافسية بينما تُجرى عمليات شراء أخرى بغرض التجميع فقط. في بعض الحالات قد تُصبح البطاقات المبكرة في سلسلة ألعاب القمار القابلة للتداول (سي سي جيز) أو التي حُظرت من اللعب ذات قيمة عالية لهواة الجمع مثل بطاقةالقوة التاسعة منماجيك: التجمع.

### ألعاب مشابهة
هناك ألعاب مشابهة مستوحاة عادةً من ألعاب سي سي جيز والتي لا ينبغي الخلط بينها وبين ألعاب سي سي جيز :
- ألعاب ورق قابلة للتحصيل ذات مجموعة أوراق مشتركة - ألعاب مثل مونشكين يتشارك فيها اللاعبون مجموعة أوراق مشتركة للسحب منها قابلة للتوسع من خلال توسعات ذات محتوى ثابت ومعززات بدلاً من مجموعة أوراقهم الشخصية. نتيجةً لذلك لا تتوفر إمكانية تخصيص المجموعات أو التداول أو اللعب الجماعي ولا يوجد اهتمام كبير بجمع الأوراق.[20]
- ألعاب بناء مجموعات أوراق اللعب - ألعاب مثل دومينيون حيث يكون بناء مجموعة أوراق اللعب طوال اللعبة هو المحور الرئيسي. تأتي هذه الألعاب مع جميع البطاقات المطلوبة للعب، وقد تُقدم توسعات بمحتويات ثابتة لإضافة المزيد من التنوع في اللعب.[23] دومينيون أول لعبة بناء أوراق لعب من هذا النوع استُلهمت مباشرةً من لعبة ماجيك: ذا جاذرينغ وبالتالي تحمل مفاهيم مشابهة.[24]
- ألعاب الورق القابلة للتخصيص وغير القابلة للتحصيل والمعروفة أيضًا باسم ألعاب الورق القابلة للتوسيع (إي سي جي) أو ألعاب الورق الحية (أل سي جيز) هي ألعاب مثل أندرويد: نيترانر أو سيد الخواتم: لعبة الورق حيث يختار كل لاعب إحدى مجموعات البطاقات المتعددة الجاهزة المرفقة باللعبة مما يُزيل العشوائية عند الحصول على البطاقات. ومع ذلك بعد شراء المزيد من حزم التوسعة غير العشوائية يمكن للاعبين تخصيص مجموعاتهم وفقًا لقواعد بناء مجموعات محددة مما يسمح باستكشاف مواضيع اللعبة وآلياتها بشكل أوسع.[21] بعض الألعاب من هذا النوع تسمح بتوسيع اللعبة بمجموعات بطاقات إضافية جاهزة.[25] "لعبة الورق الحية" علامة تجارية مسجلة لشركة العاب طيران خيالية التي تُعتبر عادةً الناشر الرئيسي لهذه الأنواع من الألعاب. لا تستخدم ألعاب الورق القابلة للتوسيع حزم التعزيز العشوائية مثل ألعاب الورق القابلة للتوسيع بل تُشترى دفعة واحدة أو توسعات ثابتة[26] وتُسوّق عادةً بتكلفة أقل بكثير من الألعاب القابلة للتحصيل.[27]

أُعيدَ تصميم العديد من ألعاب البطاقات القابلة للتجميع (سي سي جيز) إلى ألعاب بطاقات رقمية قابلة للتجميع (دي سي سي جيز) مستغلةً انتشار الإنترنت للعب عبر الإنترنت بالإضافة إلى إمكانية وجود خصوم محوسبين. يمكن أن توجد ألعاب بطاقات رقمية قابلة للتجميع كنظيرات إلكترونية لألعاب البطاقات القابلة للتجميع الحالية مثل ماجيك: ذا جاذرينج أونلاين لـ ماجيك: ذا جاذرينج أو كألعاب بطاقات أصلية بالكامل تستفيد من الفضاء الرقمي مثل هيت ستون أو بأشكال أخرى عديدة.

## التاريخ

### التاريخ المبكر (ما قبل التسعينيات)

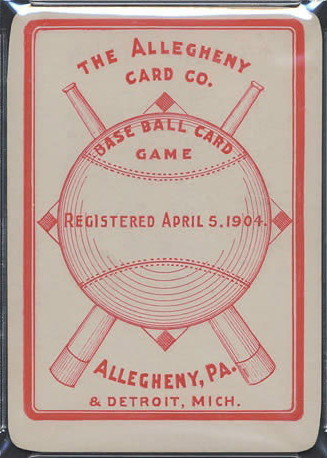
نموذج أولي من لعبة بطاقات البيسبول من أليغيني من عام 1904 وهو نموذج سابق للعبة بطاقات البيسبول التي لم تصدر أبدًا

كانت ألعاب الورق العادية موجودة منذ القرن الرابع عشر على الأقل. لعبة ورق كرة القاعدة وهي نموذج أولي من عام 1904 هي سابقة بارزة لألعاب الورق القابلة للتحصيل لأنها كانت تتمتع ببعض الصفات المشابهة ولكنها لم تشهد إنتاجًا يؤهلها لتكون لعبة ورق قابلة للتحصيل. لا يُعرف ما إذا كانت اللعبة مخصصة لتكون منتجًا مستقلاً أو شيئًا مختلفًا تمامًا مثل أعلى ترامبس. تتكون اللعبة من 112 بطاقة محدودة ولم تشهد تصنيعًا يتجاوز مرحلة التسويق.
أول لعبة قبل سي سي جي تصل إلى السوق كانت لعبة بطاقات البيسبول التي أصدرتها شركة توبس في عام 1951 كمتابعة واضحة للعبة من عام 1947 تسمى الضرب البيسبول بواسطة شركة بطاقات تعليمية. أنشأ اللاعبون فرقًا من الضاربين ممثلة بالبطاقات ونقلوهم حول ملعب البيسبول وفقًا للبطاقات التي تمثل مسرحيات البيسبول المأخوذة من سطح عشوائي. مثل ألعاب سي سي جي الحديثة بيعت لعبة بطاقات البيسبول من توبس في عبوات عشوائية وكانت قابلة للتحصيل ومع ذلك فقد افتقرت إلى اللعب الاستراتيجي الضروري الذي يميز سي سي جي. كان التفاعل بين اللاعبين يقتصر على من سجل أكبر عدد من النقاط وكان بخلاف ذلك وظيفة تشبه لعبة سوليتير حيث لم يتمكن اللاعبون من اللعب في وقت واحد. الإدخالات الأخرى الجديرة بالملاحظة التي تشبه سي سي جي وتسبقها هي سترات-أو-ماتيك والحرب النووية وبطاقات المعركة والمتنورون.
ادعى ألين فارني من مجلة دراغون أن مصمم لعبة لقاء كوني التي نُشرت عام 1979 بيتر أولوتكا تحدث عن فكرة تصميم لعبة بطاقات قابلة للتجميع في وقت مبكر من عام 1979.

### لعبةماجيك: التجمع وشغف ألعاب سي سي جي(1990–1995)

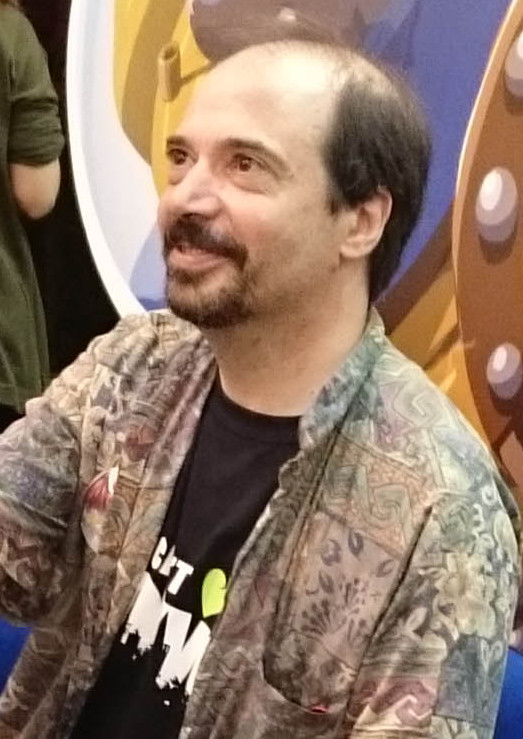
صمم ريتشارد جارفيلد (الصورة عام ٢٠١٤) لعبة ماجيك: ذا غاذرينغ مستوحىً من لعبة كوزميك إنكونت. صدرت اللعبة عام ١٩٩٣.

قبل ظهور سي سي جي كانت ألعاب تقمص الأدوار (آر بيه جي) تهيمن على سوق الألعاب البديلة وخاصةالأبراج المحصنة والتنينات من تي أر أس. كانت شركة سحرة الساحل (السحرة) وهي شركة جديدة تأسست في قبو بيتر أدكيسون عام 1990 تتطلع إلى دخول سوق ألعاب تقمص الأدوار بسلسلتها المسماة النظام البدائي والتي حولت الشخصيات إلى سلاسل أر بيه جي أخرى. بعد دعوى قضائية من كتب بالاديوم والتي كان من الممكن أن تدمر الشركة ماليًا استحوذت المعالجات على لعبة أر بيه جي أخرى تسمى تاليسلانتا. كان هذا بعد انضمام ليزا ستيفنز إلى الشركة عام 1991 كنائبة للرئيس بعد أن تركت الذئب الأبيض. من خلال صديقهما المشترك مايك ديفيس التقى أدكيسون بريتشارد جارفيلد الذي كان طالب دكتوراه في ذلك الوقت. كان لدى جارفيلد وديفيس فكرة للعبة تسمى روبورالي وعرضا الفكرة على سحرة الساحل عام 1991 لكن المعالجات لم يكن لديها الموارد لتصنيعها وبدلاً من ذلك تحدت جارفيلد لصنع لعبة من شأنها أن تدفع مقابل إنشاء روبورالي. تتطلب هذه اللعبة الحد الأدنى من الموارد لصنعها وتستغرق حوالي 15 إلى 20 دقيقة فقط للعب.
في ديسمبر 1991 ابتكر جارفيلد نموذجًا أوليًا للعبة تُدعى مانا كلاش وبحلول عام 1993 أسس شركة جارفيلد للألعاب لجذب الناشرين والحصول على حصة أكبر من الشركة في حال نجاحها. عند تصميم لعبة ماجيك: ذا جاذرنج استعار جارفيلد عناصر من لعبة كوزميك إنكونتر التي استخدمت أيضًا البطاقات في أسلوب اللعب ومن لعبة سترات-أو-ماتيك للبيسبول حيث يُكوّن اللاعبون فريقًا من اللاعبين قبل بدء مباراة البيسبول نفسها.
في عام ١٩٩٣ ظهر نوع جديد من ألعاب الورق. كان مختلفًا لأنه لم يكن بإمكان اللاعب شراء جميع البطاقات دفعةً واحدة. كان اللاعبون يشترون أولًا مجموعات بطاقات أساسية ثم يُشجعون لاحقًا على شراء مجموعات بطاقات معززة لتوسيع نطاق بطاقاتهم. ما ظهر كان لعبة ورق يجمعها اللاعبون ويعتزون بها ويلعبون بها أيضًا. أول لعبة بطاقات قابلة للتجميع قاموا بإنشاؤها كانت ماجيك: ذا غاثرينغ التي اخترعها ريتشارد جارفيلد وحصلت على براءة اختراع من سحرة الساحل في عام 1993. ظلت اللعبة شائعة حيث ادعت سحرة الساحل أنها أكثر ألعاب سي سي جي لعبًا على نطاق واسع اعتبارًا من عام 2009. كانت مبنية على لعبة جارفيلد خمسة السحر من عام 1982. في الأصل صمم مانا كلاش مع وضع ويزردفي الاعتبار لكن الدعوى بين كتب ومعالجات بالاديوم لم يقوموا بتسويتها بعد.قاموا بتأمين أموال الاستثمار في النهاية من ويزردوغير اسم مانا كلاش إلى ماجيك: ذا غاثرينغ. ظهرت إعلاناتها لأول مرة في كريبتيك وهي مجلة تركز على ألعاب تقمص الأدوار. في عطلة نهاية الأسبوع الموافق الرابع من يوليو عام ١٩٩٣ عُرضت اللعبة لأول مرة في معرض أوريجينز للألعاب في فورت وورث تكساس. في شهر أغسطس التالي صدرت النسخة الأساسية المحدودة من اللعبة (المعروفة أيضًا باسم ألفا) ونفدت طبعتها الأولية البالغة ٢.٦ نسخة. مليون بطاقة مما أدى على الفور إلى زيادة الطلب. أصدرت شركة ويزردبسرعة طبعة ثانية بعنوان بيتا (7.3) مليون بطاقة طباعة) ثم مجموعة أساسية ثانية تسمى غير محدود (35 طباعة مليون بطاقة) في محاولة لتلبية الطلبات بالإضافة إلى إصلاح الأخطاء الصغيرة في اللعبة. شهد ديسمبر أيضًا إصدار أول توسعة بعنوان " ليالي عربية". مع استمرار ماجيك: التجمع في كونها لعبة التغليف القابلة للتحصيل الوحيدة في السوق أصدرت الشركة توسعة أخرى بعنوان "الآثار" والتي واجهت مشاكل في التجميع. أصدر تكرار آخر للمجموعة الأساسية بعنوان "المنقحة" بعد ذلك بوقت قصير. لم يقوموا بإشباع الطلب بعد مع نمو اللعبة بشكل كبير. أصدر أساطير في منتصف عام 1994 ولم يكن هناك نهاية في الأفق للإثارة حول لعبة التغليف القابلة للتحصيل الجديدة.
ما تلا ذلك كان جنون ألعاب الكومبيوتر القابلة للتحصيل. كانت لعبة ماجيك شائعة جدًا لدرجة أن متاجر الألعاب لم تستطع تلبية طلب السوق. وجاءت المزيد والمزيد من الطلبات على المنتج وبينما كان صانعو الألعاب الآخرون ينظرون أدركوا أنه يتعين عليهم الاستفادة من هذه الموضة الجديدة. وكان أول من فعل ذلك هو شركة تي أس أر التي سارعت إلى إنتاج لعبتها الخاصة لعبة وأصدرتها في يونيو 1994. وخلال هذه الفترة الزمنية كان من الصعب الحصول على لعبة ماجيك لأن الإنتاج لم يواكب الطلب أبدًا. وضع أصحاب المتاجر طلبات مبالغ فيها كبيرة في محاولة للتحايل على المخصصات التي وضعها الموزعون. ستلحق بهم هذه الممارسة في النهاية عندما تلبي سعة الطباعة الطلب بالتزامن مع توسع الإمبراطوريات الساقطة الذي أصدر في نوفمبر 1994. إلى جانب إصدارات 9 ألعاب كومبيوتر قابلة للتحصيل أخرى من بينها الإمبراطوريات المجرية وستار تريك من ديسايفر وعلى الحافة وسطح السفينة عظيم! سعت شركة العاب ستيف جاكسون التي كانت منخرطة بشكل كبير في سوق الألعاب البديلة إلى الاستفادة من سوق ألعاب الـ سي سي جي الجديد ووجدت أن أفضل طريقة هي تكييف لعبة المتنورين الحالية. وكانت النتيجةالمتنورون: النظام العالمي الجديد التي تلتها توسعتان في عامي 1995 و1998. وكان دخول آخر من سحرة الساحل هو الجهاد. حققت اللعبة مبيعات جيدة ولكن ليس بنفس جودة ماجيك ومع ذلك فقد اعتبرت خطوة تنافسية كبيرة من ويزردحيث استندت الجهاد إلى واحدة من أكثر الملكيات الفكرية شعبية في سوق الألعاب البديلة والتي منعت الذئب الأبيض من المنافسة بقوة مع ماجيك. ومع ذلك بحلول هذا الوقت ربما كانت نقطة خلافية حيث واجهت سوق ألعاب الـ سي سي جي عقبتها الأولى : كثرة المنتجات. هدد التوسع المطبوع لـ إمبراطوريات السحر الساقطة بإزعاج العلاقة التي كانت تربط ويزرد بموزعيها حيث اشتكى الكثيرون من الحصول على الكثير من المنتجات مع أن ممارساتهم الأصلية في الطلب الزائد.
في أوائل عام 1995 استعرض معرض غما التجاري الألعاب القادمة لهذا العام. كانت واحدة من كل ثلاث ألعاب اعلان عنها في المعرض عبارة عن لعبة تجميع قابلة للتحصيل. دخل ناشرون غير صانعي الألعاب سوق ألعاب التجميع القابلة للتحصيل مثل دونروس و أبر دسك و فرار و توبس و صور هزلية وغيرهم. بدا أن فقاعة ألعاب التجميع القابلة للتحصيل كانت في أذهان الجميع. أصدر الكثير من ألعاب التجميع القابلة للتحصيل ولم يكن هناك عدد كافٍ من اللاعبين لتلبية الطلب. في عام 1995 وحده دخلت 38 لعبة تجميع قابلة للتحصيل السوق وكان أبرزها دومتروبر و ميدل إرث و وفربور وراج وشدوفيست وأسطورة الحلقات الخمس و سيمسيتي. شهدت لعبة جهاد تحولًا وتمت إعادة تسميتها إلى مصاص الدماء: الصراع الأبدي لإبعاد نفسها عن المصطلح الإسلامي الجهاد وكذلك للاقتراب من المادة المصدر. كاد مسلسل Star Trek سي سي جي من ديسيفر أن يتوقف بعد الخلافات مع شركة باراماونت التي أعلنت أن المسلسل سينتهي في عام 1997. ولكن بحلول نهاية العام حل الموقف واستعادت ديسفير ترخيص سلسلة Star Trek إلى جانب ديب سبيس ناين و فويجر وفيلم الاتصال الأول.
كان الحماس من جانب الشركات المصنعة مرتفعًا للغاية ولكن بحلول صيف عام 1995 في جين كون لاحظ تجار التجزئة تباطؤ مبيعات سي سي جي. صدر توسعة ماجيك كرونسيلز في نوفمبر وكانت في الأساس عبارة عن تجميع للمجموعات القديمة. وقد شوهها هواة الجمع وادعوا أنها قللت من قيمة مجموعاتهم. إلى جانب هذا الجانب كان السوق لا يزال يعاني من كثرة المنتجات حيث لا تزال الإمبراطوريات الساقطة موجودة على الرفوف جنبًا إلى جنب مع توسعات ماجيك الأحدث مثل ايس أيج . لم تصدر لعبة سي سي جي الجديدة الوحيدة التي كان تجار التجزئة يأملون في إنقاذ مبيعاتهم ستار ويرز حتى أواخر ديسمبر. بحلول ذلك الوقت، أعلنت سحرة الساحل البائع الرئيسي في سوق سي سي جي عن تقليص حجم شركتها وتبع ذلك تسريح أكثر من 30 وظيفة. تزامن المنتج الزائد والتأخر في المبيعات أيضًا مع فجوة استمرت ثمانية أشهر بين توسعات ماجيك: غاذرينج وهي الأطول في تاريخها.
في المجر صدرت لعبة بطاقات باور كارد أو أتش كيه كيه عام ١٩٩٥، وكانت مستوحاة من لعبة ماجيك: ذا غاذرين. ثم صدرت لاحقًا في جمهورية التشيك. ولا تزال تُصنع حتى الآن.

### عصر معالجات الساحل (1996-1999)
تقدم جارفيلد بطلب للحصول على براءة اختراع لـ "طريقة لعب جديدة ومكونات اللعبة التي تكون في أحد تجسيداتها على شكل بطاقات تداول" والتي تتضمن مطالبات تغطي الألعاب التي تتضمن قواعدها العديد من عناصر ماجيك مجتمعة بما في ذلك مفاهيم مثل تغيير اتجاه مكون اللعبة للإشارة إلى الاستخدام (المشار إليها في قواعد ماجيك ومصاصي الدماء: الصراع الأبدي باسم "النقر") وبناء سطح عن طريق اختيار البطاقات من مجموعة أكبر. مُنح جارفيلد براءة الاختراع في عام 1997 والتي نقلها بعد ذلك إلى سحرة الساحل. أثارت براءة الاختراع انتقادات من بعض المراقبين الذين يعتقدون أنها ربما تكون قد خنقت نمو ألعاب CCG الأخرى وبدا أن بعض مطالباتها غير صالحة. أشار بيتر أدكيسون الرئيس التنفيذي لشركة ويزاردز في ذلك الوقت إلى أن شركته كانت مهتمة بإيجاد توازن بين "التدفق الحر للأفكار والنمو المستمر لصناعة الألعاب" و"القدرة على الحصول على تعويضات من الآخرين الذين يدمجون أسلوب اللعب الحاصل على براءة اختراع لدينا في ألعابهم". وتابع أدكيسون قائلاً إنهم "لم تكن لديهم أي نية لخنق" الصناعة التي نشأت من "نجاح ماجيك".

### الاستقرار والتعزيز (1996-1997)

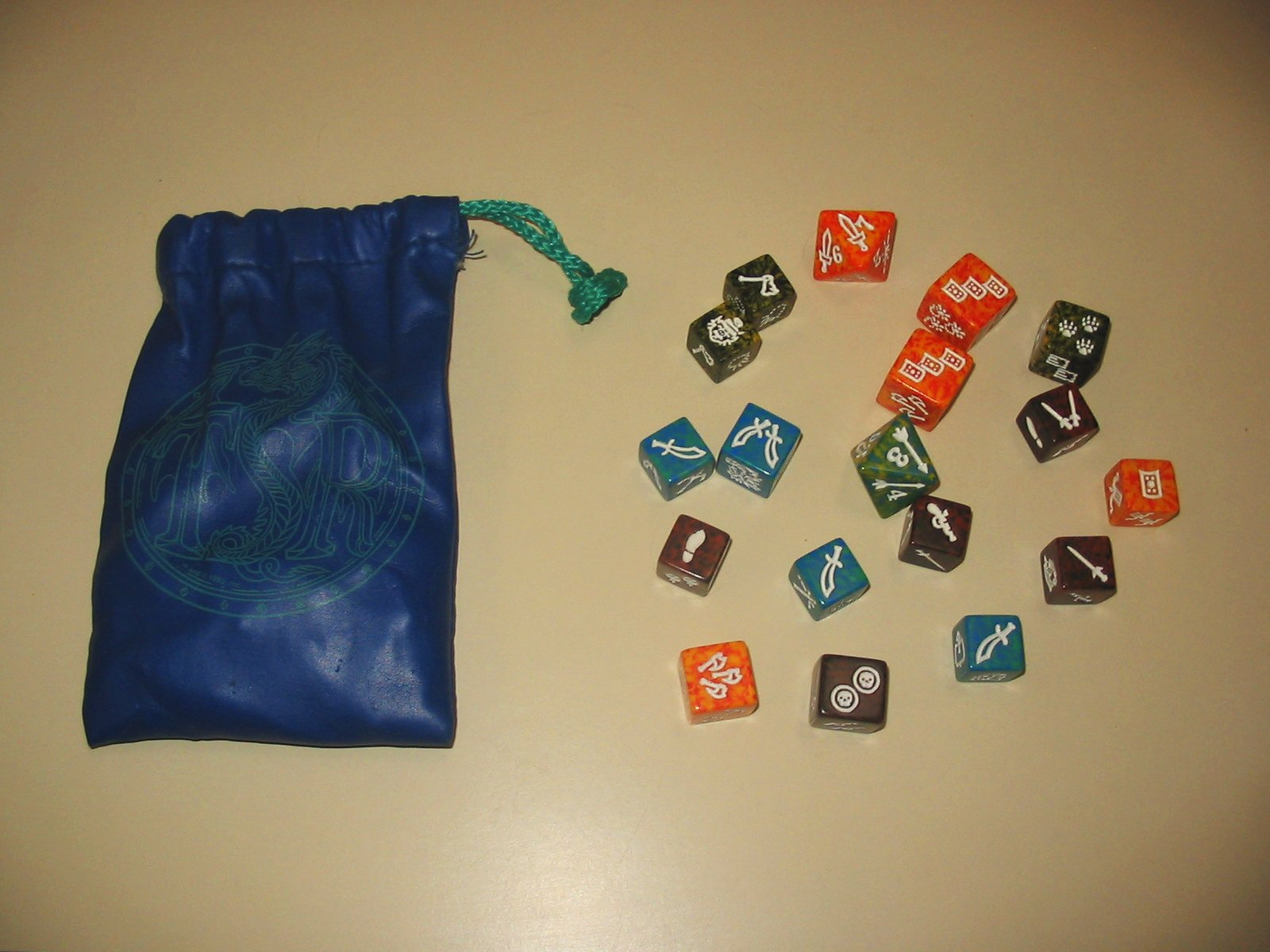
كانت لعبة دراغن ديس إحدى المحاولات لإنشاء لعبة نرد قابلة للتجميع في التسعينيات.

في أوائل عام ١٩٩٦ كان سوق بطاقات الكومبيوتر لا يزال يعاني من إخفاقاته الأخيرة ووفرة المنتجات بما في ذلك إصدار توسعة "هوملاندز" من "ويزاردز"، والتي صُنفت أسوأ توسعة لـ"ماجيك " حتى الآن. شهد العامان التاليان فترة "هدوء" في سوق بطاقات الكومبيوتر المُشبع. بالإضافة إلى ذلك، أدرك المُصنّعون تدريجيًا أن امتلاك بطاقات الكومبيوتر لم يكن كافيًا لإبقائه على قيد الحياة. وكان عليهم أيضًا دعم اللاعبين المُنظمين من خلال البطولات. ومع نشوء انقسام جديد بين هواة الجمع واللاعبين وخاصةً بين لاعبي "ماجيك" ازداد التركيز على اللعبة بدلًا من إمكانية جمع البطاقات.
قدم الكثير من اللجان الدائمة في عام 1996 وكان أهمها باتل تك والملفات المجهولة وميثوس والمعالجات الخاصة جدا نيترونر. كانت العديد من اللجان الدائمة المنشأة على قدم وساق تطلق توسعات كل بضعة أشهر ولكن حتى بحلول هذا الوقت قاموا بالفعل بإنهاء العديد من اللجان الدائمة التي أصدرت قبل عامين فقط. وقد توقفت تسر إنتاج سبيلفاير وحاول لعبة تحصيل أخرى تسمى التنين النرد الذي فشل بعد وقت قصير من إطلاق سراحه.
في 3 يونيو 1997، أعلنت شركة سحرة الساحل استحواذها على تي أس أر وملكية الأبراج المحصنة والتنينات التابعة لها مما منحها أيضًا السيطرة على جين كون. أصبحت ويزرد الآن تمتلك لعبة تقمص الأدوار التي طالما انتظرتها وسرعان ما أوقفت جميع خططها لمواصلة إنتاج دراكن دايس أو استئناف إنتاج سبلفاير سي سي جي. بدأت ديسفير الآن في الموافقة على بطولات لألعاب ستار ترك و ستار ورز حيث حققت الأخيرة أيضًا نجاحًا كبيرًا بفضل إعادة إصدار أفلام ستار ورز طبعة خاصة. ظلت لعبة ستار ورز سي سي جي ثاني أكثر ألعاب سي سي جي مبيعًا حتى طرح بوكيمون في الولايات المتحدة عام 1999.
واصلت شركة ويزرد الاستحواذ على العقارات واشترت شركة مجموعة فايف رينجز للنشر الشركة المُطوّرة لألعاب الورق القابلة للتحصيل أسطورة الحلقات الخمس ولعبة النرد ستار تريك: الجيل القادم ولعبة دون سي سي جي التي ستصدر قريبًا، في 26 يونيو. كما استحوذت ويزرد على شركة أندون غير محدود مما منحها بالتبعية السيطرة على اتفاقية الأصول. وبحلول سبتمبر، حصلت ويزرد على براءة اختراع لـ"لعبة بطاقات التداول". وفي وقت لاحق من أكتوبر أعلنت ويزرد أنها ستسعى للحصول على مدفوعات حقوق ملكية من شركات ألعاب الورق القابلة للتحصيل الأخرى. ويُزعم أن هاربر بريزم هي الوحيدة التي أعلنت عن نيتها دفع هذه الحقوق الملكية للعبتها إيماجيكا. وقد أقرت شركات ألعاب ورق قابلة للتحصيل الأخرى ببراءة الاختراع على عبواتها.
شهد عام 1997 تباطؤًا في إصدار ألعاب سي سي جي الجديدة. صدرت 7 ألعاب جديدة فقط من بينها: الكثيب: عين العاصفة وبابل 5 وتشغيل الظل و إيماجيكا وكائنات فضائية/مفترسة . شهدت بابل 5 نجاحًا معتدلًا لبضع سنوات قبل أن يستسلم ناشرها بريسيدنس لعدم تجديد ترخيصه في وقت لاحق من عام 2001. وفي عام 1997 أيضًا توقف إنتاجمصاص الدماء: الصراع الأبدي. ومع ذلك حاولت سحرة الساحل دخول سوق أكثر شيوعًا بإصدار نسخة مبسطة من ماجيك تسمى منفذ. يُعتبر إنشاءها فاشلاً إلى جانب إصدارها التالي بوابة العصر الثاني في عام 1998.

### هيمنة سحرة الساحل وتدخل شركة هاسبرو(1998-1999)

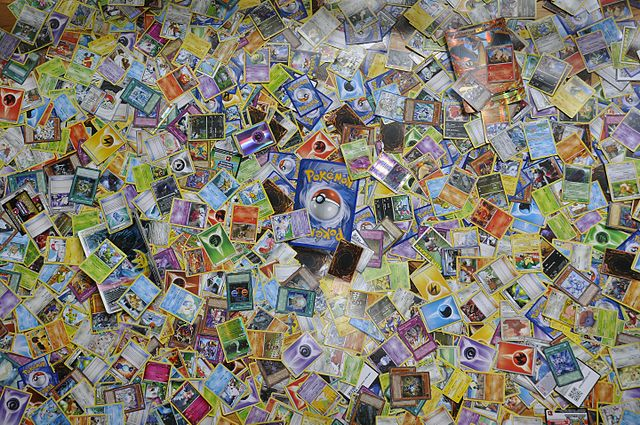
مجموعة من بطاقات بوكيمون ويوجي أوه!

بحلول فبراير 1998، كانت لعبة ماجيك: غذرينغ واحدة من كل لعبتين من ألعاب سي سي جي المباعة. طرحت 7 ألعاب سي سي جي جديدة فقط في ذلك العام وكانت جميعها من إنتاج سحرة الساحل باستثناء اثنتين. كانت سي-23 ومدينة الهلاك وهرقل: الرحلات الأسطورية وأسطورة الرمال المحترقة وزينا: الأميرة المحاربة هي تلك الألعاب الخمس ولم تحظَ سوى مدينة الهلاك بمراجعات أفضل من المتوسط قبل انتهاء عرضها وعودة الحقوق إلى الديراك. كانت سي-23 و هرقل وزينا جزءًا من نظام سي سي جي مبسط جديد ابتكرته ويزرد للمبتدئين. يُسمى نظام أيه أر سي وكان يحتوي على أربعة أنواع مميزة من البطاقات: الموارد والشخصيات والقتال والحركة. كما استخدم النظام أيضًا آلية "النقر" الشهيرة في ماجيك: غذرينغ. قاموا بالتخلي عن هذا النظام بعد ذلك بوقت قصير.
مع أن النجاح المحدود أو عدم النجاح على الإطلاق في بقية سوق سي سي جي فقد تعافت ماجيك وتعلمت ويزرد من دروس عام 1995 وأوائل عام 1996. لا يزال اللاعبون يستمتعون باللعبة وكانوا يكتسبون أحدث توسعاتها العاصفة والحصن والخروج وبحلول نهاية العام ملحمة أورزا التي أضافت حماسًا جديدًا إلى قاعدة جماهير ماجيك في ضوء كون بعض البطاقات "قوية للغاية".
في أوائل عام 1999 أصدرت شركة ويزرد النسخة الإنجليزية من لعبة بطاقات بوكيمون التجارية للسوق العام (بعد إصدار النسخة اليابانية الأصلية من اللعبة بواسطة ميديا فاكتوري في عام 1996). استفادت اللعبة أيضًا من رواج بوكيمون في ذلك العام. في البداية لم يكن هناك ما يكفي من المنتج لتلبية الطلب. رأى بعض تجار التجزئة أن النقص مرتبط جزئيًا بشراء ويزرد مؤخرًا لمتاجر حارس اللعبة حيث كان من المفترض أنهم يتلقون شحنات بوكيمون أكثر من المتاجر غير التابعة لهم. بحلول صيف عام 1999، أصبحت لعبة لعبة بطاقات بوكيمون التجارية أول لعبة سي سي جي تتفوق في المبيعات على لعبة ماجيك: غذرينغ. جلب نجاح بوكيمون اهتمامًا متجددًا بسوق سي سي جي وبدأت العديد من الشركات الجديدة في متابعة قاعدة العملاء الراسخة هذه. بدأت متاجر التجزئة الكبيرة مثل وول مارت و شركة تارجت في حمل سي سي جيز وبحلول نهاية سبتمبر اقتنعت هاسبرو بربحيتها واشترت سحرة الساحل مقابل 325 دولارًا. مليون (ما يعادل 505 مليون دولار في 2020 ).
وصلت أيضًا مجموعة صغيرة من ألعاب سي سي جيز الجديدة في عام 1999 من بينها يونغ جيدي وتومب رايدر وأوستن باورز والبحر السابع وعجلة الزمن.

## الامتياز التجاري (2000-2002)

### التحولات وتحسين السوق (2000)
بحلول عام 2000 كان تقلب سوق سي سي جي مألوفًا لتجار التجزئة. لقد توقعوا سقوط بوكيمون الحتمي من النعمة حيث وصل هذا التوجه إلى ذروته في أبريل من ذلك العام. كان الذعر المرتبط بالإغراق في سي سي جيز من عامي 1995 و1996 غائبًا وصمد تجار التجزئة في وجه انهيار بوكيمون. ومع ذلك استفادت سي سي جيز من شعبية بوكيمون وشهدوا ارتفاعًا في عدد سي سي جيز التي أصدرت وزيادة الاهتمام العام بهذا النوع. كما سلط نجاح بوكيمون في عالم سي سي جي الضوء على اتجاه متزايد لتسويق سي سي جيز مع وجود ملكيات فكرية وخاصة تلك التي تحتوي على برنامج تلفزيوني موجود مثل الأنمي. تضمنت سي سي جيز الجديدة التي قدمت في عام 2000 إدخالات بارزة في سيلور مون وذا تيرميناتور وديجي باتل ولعبة بطاقات دراغون بول زد القابلة للتجميع وماجي نيشن وإكس مين. استُؤنف إنتاج لعبة مصاصي الدماء: الصراع الأبدي عام ٢٠٠٠ بعد أن استعادت شركة وايت وولف حقوقها الكاملة وأصدرت أول توسعة جديدة لها منذ ثلاث سنوات بعنوان "حرب السابات". كما قدمت شركة ويزاردز أوف ذا كوست لعبة رياضية جديدة قابلة للتداول باسم "مواجهة دوري البيسبول الرئيسي".
أصدرت شركة ديسفير توسعها الزمني الأخير لثلاثية Star Wars الأصلية والذي يُدعى دث ستار تو واستمرت في رؤية خسارة في المبيعات مع تراجع الاهتمام بالتوسعات اللاحقة وعدم تجديد ترخيصستار وير الخاص بها. كما أصدر فارس ماجى هذا العام والذي سعى إلى تحدي سوق سي سي جي من خلال إدخال المنمنمات إلى المزيج. ومع أنه ليس سي سي جي من الناحية الفنية إلا أنه سيستهدف نفس قاعدة اللاعبين للمبيعات. ومع ذلك فقد حدث التغيير الحقيقي في الصناعة عندما سرحت شركة هاسبرو أكثر من 100 عامل في سحرة الساحل وأنهت محاولاتها لإنشاء نسخة عبر الإنترنت من اللعبة عندما باعت قسم التفاعل التابع لها. وتزامن مع هذا التحول في الأحداث قرار بيتر أدكيسون بالاستقالة وليزا ستيفنز التي انتهت وظيفتها عندما ألغت الشركة الأم مجلة المبارز (التي نشرتها سحرة الساحل). ومع أدكيسون ذهب استحواذ ويزرد على جين كون وذهب اتفاقية الأصول إلى غاما. كما أوقفت شركة هاسبرو إنتاج أساطير الخواتم الخمس في عام 2000 ولكن إنتاجها استؤنف بعد بيعها لشركة ألديراك في عام 2001.

### استمرار اتجاهات الامتياز (2001-2002)
تقدمت أعوام 2001 و2002 مع انخفاض احتمالية قيام سوق ألعاب التغليف القابلة للتحصيل بالمخاطرة في الملكيات الفكرية الجديدة والأصلية ولكن بدلاً من ذلك استثمرت في ألعاب التغليف القابلة للتحصيل المستندة إلى الامتيازات الموجودة. أثرت الرسوم المتحركة والأفلام والتلفزيون والكتب على إنشاء ألعاب التغليف القابلة للتحصيل مثل هاري بوتر وسيد الخواتم وصراع العروش وبافي قاتلة مصاصي الدماء ويوجي أوه! ولعبتي تغليف قابلة للتحصيل من حرب النجوم : فرسان الجيداي ولعبة تغليف قابلة للتحصيل من حرب النجوم المعاد تشغيلها من قبل شركتي ديسيفر وويزاردز أوف ذا كوست. وقد تبع ذلك زوال لعبة التغليف القابلة للتحصيل الأصلية من حرب النجوم التي أصدرتها ديسيفر في ديسمبر 2001 ولكن لم تشهد اهتمامًا كبيرًا وفي النهاية ألغي اللعبتين. كما صنع ألعاب تغليف قابلة للتحصيل متخصصة أخرى بما في ذلك أمير الحرب: ملحمة العاصفة و وارهامر 40,000.
حققت شركة أبر دسك أولى نجاحاتها مع لعبة يو غي يو اشتهرت اللعبة في اليابان لكنها لم تُصدر في الولايات المتحدة حتى عام 2002. وُزّعت اللعبة في الغالب على تجار التجزئة المحليين مع إضافة متاجر الهوايات إلى توزيعها لاحقًا. وبحلول نهاية عام 2002 أصبحت اللعبة أفضل لعبة بطاقات قابلة للتداول مع أنها لم تكن قريبة من ظاهرة بوكيمون. أصدرت شركة نشر البطاقات بريسيدنس لعبة بطاقات قابلة للتداول جديدة في عام 2001 استنادًا إلى لعبة تقمص الأدوار رفتس من البلاديوم . تميزت رفتس برسومات فنية فائقة الجودة لكن حجم مجموعة البطاقات المبدئية كان مشابهًا في الحجم لكتب تقمص الأدوار. أنهت لعبة البطاقات القابلة للتداول الرئيسية الأخرى بابل 5 من بريسيدنس مسيرتها الجيدة في عام 2001 بعد أن فقدت الشركة ترخيصها. أوقفت اللعبة وأغلق الناشر لاحقًا عام ٢٠٠٢. مثّل إصدار لعبة بطاقات التداول "سيد الخواتم" إصدار اللعبة رقم ١٠٠ من بطاقات التداول الجديدة منذ عام ١٩٩٣ كما مثّل عام ٢٠٠٢ إصدار التوسعة رقم ٥٠٠ لجميع ألعاب بطاقات التداول. تفوّقت مبيعات لعبة بطاقات التداول " سيد الخواتم " لفترة وجيزة على مبيعات لعبة "ماجيك" لبضعة أشهر.
واصلت ماجيك مسيرتها بثبات حيث أصدرت توسعات ناجحة مع أوديسي وأونسلوت . أصدرت ديسيفر توسعة ذا موشن بيكتشرز لجهاز ستار تريك القابل للتداول وأعلنت أيضًا أنها ستكون التوسعة الأخيرة للعبة. ثم أصدرت ديسيفر الإصدار الثاني لجهاز ستار تريك القابل للتداول والذي حسّن القواعد وأعاد تشغيل اللعبة، وقدم إطارات بطاقات جديدة. واصلت ألعاب التجميع المصغرة جهودها لانتزاع حصة سوقية من سوق ألعاب التجميع مع إصداري هيرو كليكس وميك واريور عام ٢٠٠٢ لكنها لم تحقق نجاحًا يُذكر.

## استقبال
في عام 1996 لاحظ لوك بيترشميت مصمم لعبة الأوصياء أنه على عكس لاعبي ألعاب الطاولة وألعاب تقمص الأدوار يبدو أن لاعبي ألعاب الكومبيوتر القابلة للتحصيل يفترضون أنهم لا يستطيعون لعب سوى لعبة كومبيوتر قابلة للتحصيل واحدة في كل مرة. في كثير من الأحيان ستحقق ألعاب الكومبيوتر القابلة للتحصيل الأقل شعبية نجاحًا في المبيعات المحلية في بعض المدن ستحقق لعبة كومبيوتر قابلة للتحصيل نجاحًا كبيرًا ولكن في العديد من المدن الأخرى ستفشل.

## المخاوف بشأن المقامرة
كما هو الحال مع صناديق الغنائم في ألعاب الفيديو هناك مخاوف بشأن حزم التعزيز العشوائية والمختومة. ومع ذلك لم تصمد الطعون المتعلقة بمدى مساواة حزم التعزيز بالمقامرة أمام المحاكم حيث تتبع ألعاب القمار التعاونية عادةً قواعد مماثلة لتوزيع بطاقات البيسبول. تتضمن هذه القواعد أن يُحدد الناشر توقعات ندرة حزمة التعزيز وأن تكون جميع البطاقات التي يبيعها متساوية القيمة فالسوق الثانوية فقط هي التي تُحدد القيمة المضاربية للبطاقات النادرة مما يرفع سعرها. ونظرًا لعدم تفاعل الناشر مع السوق الثانوية فإن هذا يُسهم في عزله عن مخاوف المقامرة.
أظهر استطلاع رأي بين مستخدمي لوحات الرسائل عبر الإنترنت في رديت القليل من الأدلة على الحاجة إلى تنظيم ألعاب الورق القابلة للتحصيل. يلعب هذا الاهتمام بالمقامرة دورًا كبيرًا في رسالة العلامة التجارية لألعاب الورق الحية مع توزيع ثابت غير عشوائي للبطاقات.